# Teodor Zgureanu
Teodor Zgureanu (n. 24 mai 1939, Condrătești, raionul Ungheni, Republica Moldova – d. 6 iulie 2024, Chișinău, Republica Moldova) a fost un dirijor și compozitor moldovean.
Zgureanu a fost director principal de cor și director artistic al Corului „Moldova” (1976–1987).
A decedat la 6 iulie 2024 la Chișinău.